# 경운중학교 (경남)
경운중학교(慶雲中學校)는 대한민국 경상남도 김해시 내동에 위치한 공립 중학교이다.

## 학교 연혁
- 2001년 3월 1일 : 경운중학교 개교 (11학급)
- 2010년 5월 14일 : 체육관(금바다관) 준공
- 2022년 9월 1일 : 제10대 이재현 교장 부임
- 2022년 12월 30일 : 제20회 졸업식(248명 졸업, 졸업생 누계 7,571명)
- 2023년 3월 2일 : 제23회 입학식(입학생 246명)

## 참고 자료
- 경운중학교 - 한국교육학술정보원 학교알리미